# Deutscher Digital Award

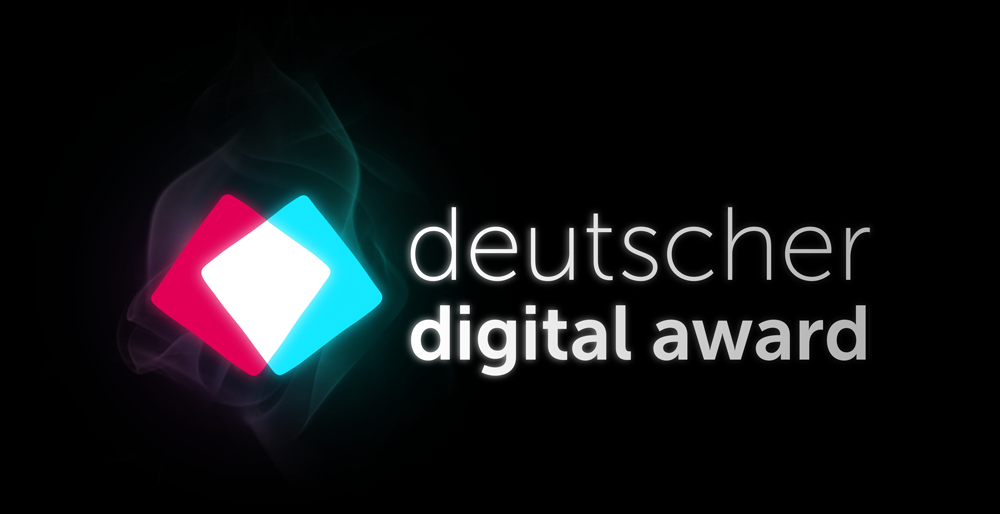
Logo aktuell

Logo bis 2014

Preisverleihung 2006

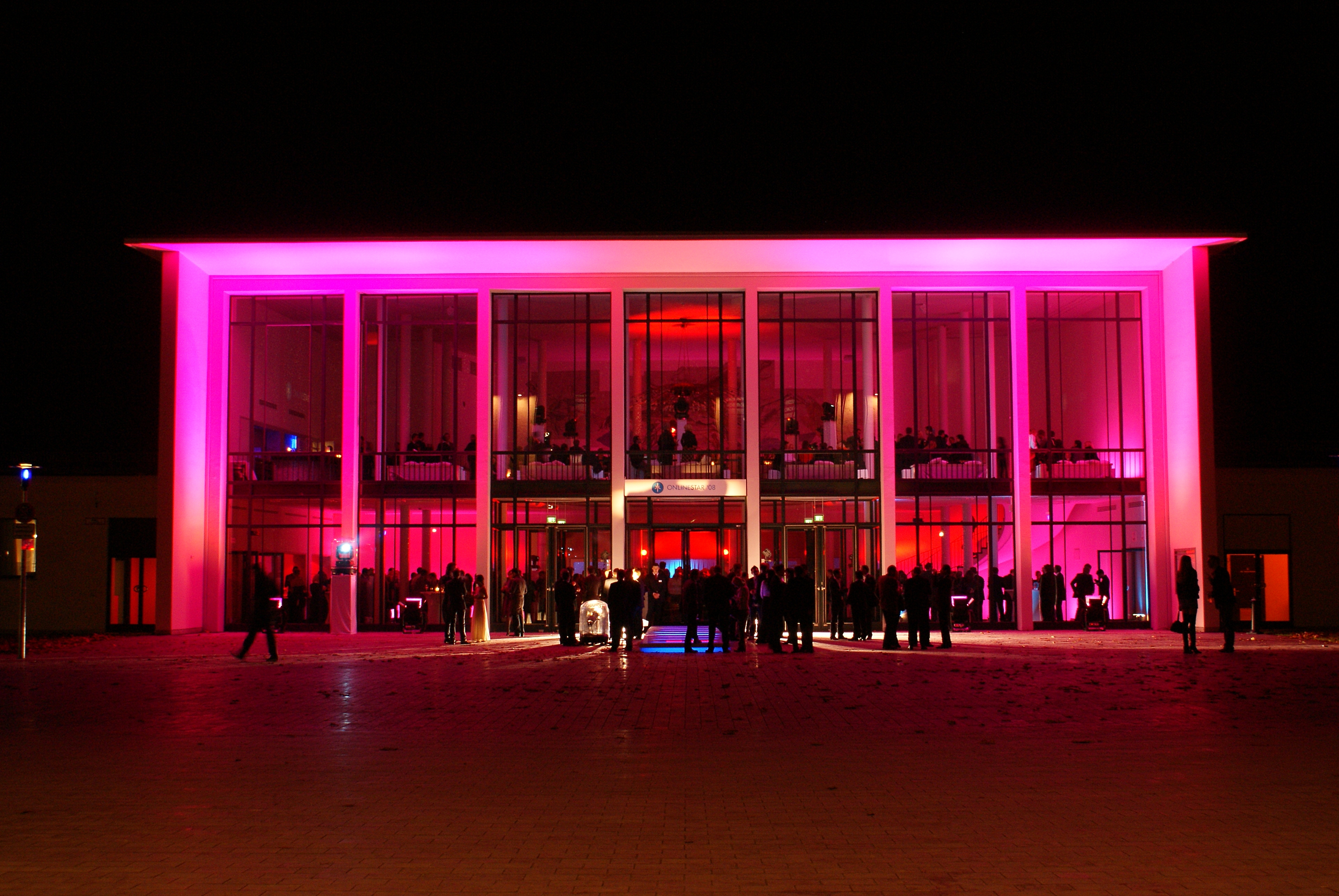
Preisverleihung 2008 in der alten Kongresshalle

Der Deutsche Digital Award (DDA), bis 2014 DMMA Online Star, ist eine Preisverleihung, die 2010 als Zusammenschluss des Deutschen Multimedia Award (DMMA) und dem Onlinestar hervorging. Veranstalter sind der Bundesverband Digitale Wirtschaft (BVDW) e. V. und die Medien- und Filmgesellschaft Baden-Württemberg (MFG). Im Jahr 2015 wurde der Award vom BVDW neu aufgesetzt und umbenannt.

## Geschichte
Seit 1996 vergaben der 1995 gegründete Bundesverband Digitale Wirtschaft (BVDW) e. V. (ehemals Deutscher Multimedia Verband e.V) und die Medien- und Filmgesellschaft Baden-Württemberg (MFG) mit dem Deutschen Multimedia Award (DMMA) eine Auszeichnung für kreative Online- und Offline-Projekte. Die Preisverleihung wurde seit 2007 von der Verlagsgruppe Ebner Ulm veranstaltet und für herausragende Leistungen im Bereich Online-Werbung vergeben. Neben dem Publikumspreis gab es seit 2007 den Jurypreis, der im ersten Jahr im Kreativ-Ranking der W&V und HORIZONT aufgenommen wurde. Am 6. Mai 2010 entschieden sich die drei Veranstalter, ihre zwei Auszeichnungen der Online- und Kreativbranche zusammen zu legen. Im Jahr 2013 ist die Verlagsgruppe Ebner Ulm aus dem gemeinsamen Vertrag ausgestiegen.

## Onlinestar Jurypreise
Der Onlinestar Jurypreis wurde als Symbol für kreative, innovative und leistungsfähige Konzepte im Bereich Online-Werbung verliehen. Am Kreativpreis konnten Werbe-, Design- und Kommunikationsagenturen, werbetreibende Unternehmen, sowie Einzelpersonen (freie CDs, ADs etc.) aus Deutschland, Österreich und der Schweiz teilnehmen. Die Agenturen, deren Arbeiten mit dem DMMA Onlinestar ausgezeichnet werden, erhalten wichtige Punkte für die angesehenen Kreativrankings der digitalen Wirtschaft. Das Branchenmagazin Horizont und das Fachmagazin W&V belegte den DMMA OnlineStar 2013 mit dem Bewertungsfaktor zwei.

### Ablauf
Im Anschluss an eine Einreichungsphase werden alle eingereichten Arbeiten von einer Jury gesichtet und in einer Online-Vorwahl bewertet. Die Besten kommen auf die so genannte „Shortlist“. In einer Jurytagung wird entschieden, welche Einreichungen mit Bronze, Silber oder Gold ausgezeichnet werden. Die Preise werden im Rahmen einer festlichen Abendveranstaltung verliehen.

### Kategorien
Die Jury bewertet dabei neun Kategorien: Digital Advertising (z. B. alle bekannten Banner-Werbeformate, alle Sonderformate, Video Ads, Direct-Marketing-Maßnahmen sowie Formen des Viral Advertising), Website (z. B. Corporate Website oder Public Service Website), Microsite (z. B. zeitlich begrenzt eingesetzte Websites mit besonderen thematischen und gestalterischen Inhalten), Digital Commerce (z. B. alle Websites mit unternehmensübergreifenden Geschäftsprozessen im B2B- und B2C-Bereich, speziell auch unter Verwendung drahtloser Kommunikation oder Konzepte, die Kommunikation und aktive Beteiligung von Kunden in den Vordergrund stellen), Bewegtbild im Web (z. B. alle werblichen und device-unabhängigen Bewegtbildinhalte, die über IP angesteuert werden), Mobile (z. B. Kampagnen und Einzelwerbeformen auf mobilen Endgeräten, wie z. B. Apps, Mobile Websites, Mobile Marketing, Mobile Kampagnen oder Tablet-Anwendungen, die Mobile als weiteren Kanal der strategischen Markenführung nutzen), Social Media (z. B. speziell für Social Networks oder Social Communities entwickelte Online-Kampagnen, um den Dialog mit der Marke zu intensivieren), Game Apps für eine neue Art der Markenkommunikation, Microblogging bzw. Blogs, Portale und Internetforen, Crossmedia Digital (z. B. integrierte Kampagnen für optimierte Zielgruppenansprache) und Non Profit (z. B. gemeinnützige digitale Projekte für soziale Dienste aus den Bereichen Kultur, Sport und Freizeit, Bildung und Forschung, Umwelt, Entwicklungshilfe, Religion, Stiftungs- und Spendenwesen, Gesundheit).

### Jury
Die Jury bestand aus Fachleuten aus Agenturen, Fachmedien und Unternehmen. Jurypräsidentin war 2009 Anette Scholz, Professorin für Design digitaler Produkte, Burg Giebichenstein – Hochschule für Kunst und Design Halle, 2010 war es Christoph Everke von der Serviceplan Gruppe für innovative Kommunikation, 2012 war es Stefan Kolle, Geschäftsführer Kreation von Kolle Rebbe GmbH.

### DMMA Onlinestar 2012
2012 haben 127 Agenturen 303 Online-Projekte eingereicht, von denen es im Vorfeld 45 Einreichungen aus 28 Agenturen auf die Shortlist geschafft haben. Drei Arbeiten wurden mit Gold, sieben mit Silber und dreizehn in Bronze bewertet.
| Kategorie           | Preis  | Arbeitstitel                                           | Agentur | Kunde                                                        |
| ------------------- | ------ | ------------------------------------------------------ | --- | ------------------------------------------------------------ |
| Digital Advertising | Gold   | Key to Viano                                           | Lukas Lindemann Rosinski GmbH                                                                                              | Mercedes-Benz Vans                                           |
|                     | Silber | aVOID Plugin                                           | Interone GmbH | Earth Link e. V.                                             |
|                     | Bronze | Vorstellungsgespräch                                   | Scholz & Friends Berlin GmbH                                                                                               | Axel Springer AG                                             |
| Website             | Gold   | digitaler relaunch zdf                                 | plan.net gmbh | Zweites Deutsches Fernsehen, Anstalt des öffentlichen Rechts |
|                     | Bronze | Michael Pliza Experiences                              | Fork Unstable Media GmbH, Partneragentur: Pixellent GmbH                                                                   | Sabine Frodl, Mathias Tewes                                  |
| Microsites          | Silber | CNN Ecosphere                                          | Heimat Werbeagentur GmbH, Partneragentur: Minivegas, Stinkdigital, Mad Hat                                                 | Turner Broadcasting System Deutschland GmbH                  |
|                     | Silber | Das große WIENERS+WIENERS Weihnachtsdiktat             | Grabarz&Partner Werbeagentur GmbH                                                                                          | WIENERS+WIENERS GmbH                                         |
|                     | Bronze | Fiat 500 Website                                       | Leo Burnett GmbH | Fiat Group Automobiles Germany AG                            |
| Digital Commerce    | Bronze | Two for Fashion - Das OTTO-Fashion-Blog                | Companions GmbH | OTTO                                                         |
| Bewegtbild im Web   | Bronze | Das Angesicht des Marathons                            | Heimat Werbeagentur GmbH                                                                                                   | adidas AG                                                    |
|                     | Bronze | adidas miCoach "Heiner Brand"                          | Heimat Werbeagentur GmbH                                                                                                   | adidas AG                                                    |
| Mobile              | Bronze | MISEREOR the best fireworks                            | Kolle Rebbe GmbH | Bischöfliches Hilfswerk MISEREOR e. V.                       |
| Social Media        | Silber | 20things 2011                                          | SYZYGY AG, Partneragentur: Ars Thanea                                                                                      | SYZYGY AG                                                    |
|                     | Bronze | Small Great Places                                     | DDB Tribal Group GmbH | Volkswagen AG                                                |
|                     | Bronze | The EVOC Indestructible Billboard                      | Publicis München Zweigniederlassung der PWW, Partneragentur: Wall Decaux, _wige Media AG, Palo Altona, Thomas Breen Design | EVOC Sports                                                  |
|                     | Bronze | Santec "Check-In Thief"                                | serviceplan gruppe gmbh & co. Kg                                                                                           | SANYO Video Vertrieb AG                                      |
| Crossmedia digital  | Gold   | Mein Burger                                            | Razorfish GmbH, Partneragentur: Heye & Partner GmbH                                                                        | McDonald’s Germany                                           |
|                     | Silber | Das Angesicht des Marathons                            | Heimat Werbeagentur GmbH                                                                                                   | adidas AG                                                    |
|                     | Bronze | Nike "Catch The Flash"                                 | Jung von Matt/Neckar GmbH                                                                                                  | Nike Gesellschaft mbH                                        |
| Non Profit          | Silber | MISEREOR the best fireworks                            | Kolle Rebbe GmbH | Bischöfliches Hilfswerk MISEREOR e. V.                       |
|                     | Silber | Das 2Euro Roller-Poster von MISEREOR                   | Kolle Rebbe GmbH | Bischöfliches Hilfswerk MISEREOR e. V.                       |
|                     | Bronze | Jugend gegen AIDS - "Gott sei Dank - Kondome schützen" | deepblue networks AG | Jugend gegen AIDS e. V.                                      |

### DMMA OnlineStar 2010 Jurypreis
Am 26. Oktober 2010 wurden die Gewinner der DMMA Onlinestar 2010 bekannt gegeben. Die Shortlist umfasste 71 Arbeiten von 35 Agenturen. 150 Agenturen aus Deutschland, Österreich und der Schweiz haben 312 Online-Projekte eingereicht.
| Kategorie             | Preis  | Arbeitstitel                                 | Agentur                                                                        | Kunde                                              |
| --------------------- | ------ | -------------------------------------------- | ------------------------------------------------------------------------------ | -------------------------------------------------- |
| Banner-Kampgagne      | Gold   | IKEA Bannerbau                               | Grabarz & Partner Werbeagentur GmbH                                            | IKEA Deutschland GmbH & Co. KG                     |
|                       | Silber | BMW und MINI „Look at me, too“               | PLAN.NET Agenturgruppe für digitale Kommunikation                              | BMW AG VH-P                                        |
|                       | Bronze | Mülltonnenbanner / Recycle Bin Banner        | PLAN.NET Agenturgruppe für digitale Kommunikation                              | United Nations World Food Programme (WFP)          |
|                       | Bronze | Stuttgarter Sportwagen                       | Elephant Seven/Pixelpark                                                       | Mercedes-Benz Vertrieb Deutschland                 |
| Social-Media-Kampagne | Silber | Der Chip                                     | Kolle Rebbe GmbH                                                               | Nike Deutschland                                   |
|                       | Silber | DM&B vs. DDB                                 | Demner Merlicek & Bergmann Werbegesellschaft mbH                               | Demner Merlicek & Bergmann                         |
|                       | Bronze | FAST LANE – driven by fun                    | DDB Germany, Hamburg                                                           | Volkswagen AG                                      |
|                       | Bronze | IKEA Billygram                               | OgilvyOne worldwide GmbH                                                       | IKEA Deutschland GmbH & Co. KG                     |
|                       | Bronze | Sky hat keine Ahnung von Fußball             | DDB Germany, Hamburg; Partneragentur: Digiden GmbH                             | Deutsche Telekom AG T-Home                         |
| Microsites            | Silber | Drive the Mobilombo - Deliver hope to Africa | Kolle Rebbe GmbH                                                               | Bischöfliches Hilfswerk MISEREOR e. V.             |
|                       | Silber | MYKUH.COM                                    | GRIMM GALLUN HOLTAPPELS Werbeagentur GmbH & Co. KG                             | Patenschaft für hungernde Kinder e. V.             |
|                       | Bronze | Golf GTI – Ab 21                             | DDB Germany, Hamburg                                                           | Volkswagen AG                                      |
|                       | Bronze | ZELLULOID                                    | Scholz & Volkmer GmbH                                                          | Schirn Kunsthalle Frankfurt                        |
| Corporate Websites    | Gold   | 2GH.DE                                       | GRIMM GALLUN HOLTAPPELS Werbeagentur GmbH & Co. KG                             | Grimm Gallun Holtappels Werbeagentur GmbH & Co. KG |
|                       | Silber | Jung von Matt/Neckar Bewegungsmelder         | Jung von Matt AG                                                               | Jung von Matt/Neckar GmbH                          |
| E-Commerce-Sites      | Silber | Relaunch des mobilen Portals der Lufthansa   | CLANMO GmbH                                                                    | Deutsche Lufthansa AG                              |
| Portale               | Silber | ZDF Geothek 2.0                              | BungartBessler GmbH & Co. KG                                                   | ZDF – Zweites Deutsches Fernsehen                  |
|                       | Silber | IKEA hej Community                           | OgilvyOne worldwide GmbH                                                       | IKEA Deutschland GmbH & Co. KG                     |
| Mobile-Kampagne       | Silber | Audi Augmented Reality Calendar              | Neue Digitale/Razorfish GmbH                                                   | Audi AG                                            |
| Integrierte Kampagne  | Silber | 3 Tage wach                                  | ressourcenmangel GmbH                                                          | BÜNDNIS 90/DIE GRÜNEN                              |
|                       | Bronze | Nürnburger                                   | Neue Digitale/Razorfish GmbH                                                   | McDonald’s Deutschland Inc.                        |
| Sonderformate         | Silber | 15 Jahre Kolle Rebbe                         | Kolle Rebbe GmbH                                                               | Kolle Rebbe GmbH                                   |
|                       | Silber | LEGO – Signs                                 | PLAN.NET Agenturgruppe für digitale Kommunikation, Partneragentur: Serviceplan | LEGO GmbH                                          |
|                       | Bronze | Die richtige Auflösung gibt es im Web        | Red Urban GmbH                                                                 | Getty Images                                       |

### OnlineStar 2009 Jurypreis
Am 29. Oktober wurden die Gewinner der Onlinestars 2009 bekannt gegeben.
| Kategorie            | Preis  | Arbeitstitel                                                 | Agentur                                             | Partneragentur                                                                        | Kunde                                           |
| -------------------- | ------ | ------------------------------------------------------------ | --------------------------------------------------- | ------------------------------------------------------------------------------------- | ----------------------------------------------- |
| Banner-Kampgagne     | Gold   | MINI IS LOADING                                              | PLAN.NET Concept Zweite GmbH & Co.KG / Serviceplan  |                                                                                       | Bayerische Motoren Werke Aktiengesellschaft     |
|                      | Bronze | Der neue BMW Z4 Roadster. Erlebe die Kunst purer Fahrfreude. | PLAN.NET Media zweite / Serviceplan                 | Mediaplus Vierte Mediaagentur / mab Deutschland                                       | BMW Group                                       |
|                      | Bronze | Jeden Tag ein neues Abenteuer                                | PLAN.NET Concept Erste GmbH & Co. KG / Serviceplan  |                                                                                       | LEGO GmbH                                       |
|                      | Bronze | Terre des Hommes "Schnick Schnack Schnuck"                   | Ogilvy Interactive worldwide GmbH                   |                                                                                       | Terre des Hommes                                |
|                      | Bronze | Into the wild                                                | Elephant Seven Hamburg GmbH                         |                                                                                       | Chrysler Deutschland GmbH                       |
| E-Mail-Kampagne      | Silber | Pro Asyl "60 Jahre Menschenrechte"                           | Ogilvy Interactive worldwide GmbH                   |                                                                                       | Pro Asyl e. V.                                  |
|                      | Bronze | Hin und her                                                  | Elephant Seven Hamburg GmbH                         |                                                                                       | Mercedes-Benz Vertriebsorganisation Deutschland |
| Microsites           | Gold   | Entdecke Deine Traumküche von Z bis A.                       | Grimm Gallun Holtappels                             |                                                                                       | IKEA Deutschland GmbH & Co. KG                  |
|                      | Silber | adidas Outdoor                                               | Artificialduck Studios                              | Electric Umbrella                                                                     | adidas AG                                       |
|                      | Silber | Rainbow Clinics                                              | PLAN.NET / Serviceplan Hamburg GmbH & Co. KG        |                                                                                       | canvasco GmbH                                   |
|                      | Silber | "Spende ein Essen" Homepage                                  | Ogilvy & Mather Düsseldorf                          |                                                                                       | Düsseldorfer Tafel e. V.                        |
|                      | Bronze | screenagers "coming soon" Website Kampagne                   | screenagers GmbH                                    |                                                                                       | screenagers GmbH                                |
|                      | Bronze | Coca-Cola Xmas 2008 – Christmas Lights                       | Scholz & Volkmer GmbH                               |                                                                                       | Coca-Cola GmbH                                  |
|                      | Bronze | Light The Dark                                               | Saatchi & Saatchi GmbH                              | Studio B12                                                                            | Amnesty International                           |
|                      | Bronze | Bist Du bereit? Der Muchas Maracas Test von AXE              | DOKYO GmbH                                          | LA RED Digitale Projekte                                                              | Unilever Deutschland GmbH                       |
| Corporate Websites   | Gold   | LUKAS LINDEMANN ROSINSKI 2.0                                 | Lukas Lindemann Rosinski GmbH                       | Grimm Gallun Holtappels                                                               | Lukas Lindemann Rosinski GmbH                   |
|                      | Bronze | Wiedemann Werkstätten Website                                | KMS TEAM GmbH                                       |                                                                                       | Wiedemann Werkstätten                           |
| E-Commerce-Sites     | Bronze | Berliner Philharmoniker – Digital Concert Hall               | argonauten G2 GmbH – a member of Grey / G2 Group    |                                                                                       | Berlin Phil Media GmbH                          |
| Portale              | Bronze | RITTER SPORT-FREUNDE Plattform                               | Fork Unstable Media GmbH                            | Santamaria / Cylence                                                                  | Alfred Ritter GmbH & Co. KG                     |
| Mobile-Kampagne      | Gold   | adidas Urban Art Guide                                       | Neuland + Herzer                                    |                                                                                       | adidas AG                                       |
|                      | Silber | Wie man es dreht und wendet, es bleibt ein MINI              | PLAN.NET Concept Zweite GmbH & Co. KG / Serviceplan |                                                                                       | Bayerische Motoren Werke Aktiengesellschaft     |
|                      | Bronze | Die LEGO Codes                                               | Lukas Lindemann Rosinski GmbH                       |                                                                                       | myToys.de                                       |
| Integrierte Kampagne | Gold   | o2 o Doodle-Kampagne                                         | PLAN.NET Concept Erste GmbH & Co. KG                | Serviceplan / Mindshare / VCCP / Interone                                             | Telefónica o2 Germany GmbH & Co. OHG            |
|                      | Silber | Studieren in Fernost                                         | Aperto AG                                           | Scholz & Friends Agenda / Scholz & Friends Berlin / StudiVZ / planZ – Studienberatung | Hochschulinitiative Neue Bundesländer           |
|                      | Bronze | Das BMW Museum grüßt München.                                | 19:13 Werbeagentur                                  | Studio Seidel / radar media                                                           | BMW Group / BMW Museum                          |
| Sonderformate        | Gold   | MINIMALISM                                                   | webguerillas                                        | Living Room Pictures                                                                  | MINI International                              |
|                      | Bronze | Jägermeister Hirschkulturerbe                                | Syzygy AG                                           |                                                                                       | Mast Jägermeister AG                            |
|                      | Bronze | FC Bayern Live-Wettkampf "12. Mann"                          | Scholz & Volkmer GmbH                               | Ulmen Television / Evisco / Magna Mana / Neuland + Herzer                             | adidas AG                                       |

### OnlineStar 2008 Jurypreis
2008 haben 174 Agenturen 327 Arbeiten für den Onlinestar eingereicht. Es wurden 26 Auszeichnungen vergeben: zehn Onlinestars in Bronze, neun in Silber und sieben in Gold. Die Preise wurden am 21. Oktober 2008 in der Alten Kongresshalle auf der Theresienhöhe in München verliehen.
| Kategorie          | Preis  | Arbeitstitel                                               | Agentur                                   | Kunde                                        |
| ------------------ | ------ | ---------------------------------------------------------- | ----------------------------------------- | -------------------------------------------- |
| Banner-Kampagne    | Silber | Dare to touch                                              | Plan.Net / Serviceplan München / Hamburg  | Fromms MAPA GmbH                             |
|                    | Bronze | „Endlos-Banner“                                            | Jung von Matt AG                          | IWC International Watch Co. AG               |
|                    | Bronze | IKEA Mega PAX                                              | Grimm Gallun Holtappels                   | IKEA Deutschland GmbH & Co. KG               |
|                    | Bronze | Rotwild „Downhill“                                         | Syzygy AG                                 | ADP Engineering GmbH                         |
| Corporate Websites | Silber | PATISSERIE Nachtischkultur                                 | ZUM KUCKUCK                               | Patisserie Walter GmbH                       |
|                    | Bronze | WHITEvoid portfolio application – self promotional Website | WHITEvoid interactive art & design        | WHITEvoid interactive art & design           |
| E-Mail-Kampagne    | Gold   | DHL Send-to-a-friend                                       | Ogilvy Interactive worldwide GmbH         | DHL & United Internet Media                  |
|                    | Bronze | COMPUTER BILD – SPAM                                       | Jung von Matt AG                          | COMPUTER BILD, Axel Springer AG              |
| Microsites         | Gold   | 23 Tage – Das YouTube Fantagebuch                          | Kolle Rebbe Werbeagentur GmbH             | Google Germany GmbH                          |
|                    | Gold   | ProAging                                                   | Serviceplan / Plan.Net, München / Hamburg | UNICEF Deutschland                           |
|                    | Silber | IKEA Neuheiten-Show                                        | Grimm Gallun Holtappels                   | IKEA Deutschland GmbH & Co. KG               |
|                    | Silber | Cello Challenge                                            | Scholz & Friends Interactive GmbH         | Berliner Philharmonie GmbH                   |
|                    | Silber | Whalefootage                                               | Scholz & Volkmer GmbH                     | Okeanos – Stiftung für das Meer              |
|                    | Bonze  | Montblanc "Collection Villeret 1858"                       | Elephant Seven                            | Montblanc International GmbH                 |
|                    | Bronze | Heart Race – The WipEout Pulse Pilot Recruitment Test      | Ogilvy Interactive worldwide GmbH         | Sony Computer Entertainment Deutschland GmbH |
| Mobile Kampagne    | Gold   | Get it straight                                            | Jung von Matt AG                          | Robert Bosch GmbH                            |
|                    | Silber | Audi Q5 MobileCam                                          | Neue Digitale GmbH                        | Audi AG                                      |
| Sonderformate      | Gold   | einestages                                                 | Jung von Matt AG                          | SPIEGEL ONLINE GmbH                          |
|                    | Gold   | DHL Send-to-a-friend                                       | Ogilvy Interactive worldwide GmbH         | DHL & United Internet Media                  |
|                    | Silber | OHROPAX Sound off button                                   | Jung von Matt AG                          | OHROPAX GmbH                                 |
|                    | Silber | Take this dance                                            | Thorsten Konrad. Büro für Design          | FH Salzburg / Thorsten Konrad                |
|                    | Bronze | Die große Scholz & Volkszählung                            | Scholz & Volkmer GmbH                     | Scholz & Volkmer                             |
|                    | Bronze | nextwall                                                   | Jung von Matt AG                          | Jung von Matt / next GmbH                    |
| Virale Kampagnen   | Gold   | Shen International Advertising                             | Serviceplan / Plan.Net, München / Hamburg | Serviceplan Hamburg GmbH & Co. KG            |
|                    | Silber | Save the ocean – Oceanic Screensaver                       | Serviceplan / Plan.Net, München / Hamburg | Yagu Pacha                                   |
|                    | Bronze | The Crazy Leader Spot                                      | Scholz & Friends Berlin GmbH              | Amnesty International                        |

### Onlinestar 2007 Jurypreis
| Kategorie                 | Preis       | Arbeitstitel                                    | Agentur                                            | Kunde                                             |
| ------------------------- | ----------- | ----------------------------------------------- | -------------------------------------------------- | ------------------------------------------------- |
| Banner-Kampagne           | Silber      | Licht aus                                       | Grimm Gallun Holtappels Werbeagentur GmbH & Co. KG | IKEA GmbH & Co. KG                                |
|                           | Silber      | Licht aus                                       | Grimm Gallun Holtappels Werbeagentur GmbH & Co. KG | IKEA GmbH & Co. KG                                |
|                           | Silber      | The trip goes on II                             | SAATCHI & SAATCHI Interactive                      | Schirn Kunsthalle Frankfurt                       |
|                           | Bronze      | adidas Y-3 Reflections Webcam-Banner            | NEUE DIGITALE GmbH                                 | adidas AG                                         |
| Kategorie E-Mail-Kampagne | Silber      | Mercedes-Benz-E-Mail "Offroad1-3"               | Elephant Seven AG                                  | DaimlerChrysler Vertriebsorganisation Deutschland |
|                           | Bronze      | adidas Y-3 Reflections Mailshot                 | NEUE DIGITALE GmbH                                 | adidas AG                                         |
| Microsites                | Silber      | Planet Meer                                     | marke23 GmbH                                       | National Geographic Deutschland                   |
|                           | Silber      | adidas Originals Folded World                   | NEUE DIGITALE GmbH                                 | adidas AG                                         |
|                           | Bronze      | Serverinvasion                                  | Ogilvy Interactive worldwide GmbH                  | IBM Deutschland GmbH                              |
|                           | Bronze      | PlayStation Portable „LocoRoco“                 | Ogilvy Interactive worldwide GmbH                  | Sony Computer Entertainment Europe / PlayStation  |
|                           | Bronze      | Unterirdischer Fahrspaß                         | Plan.Net / Serviceplan München /Hamburg            | BMW MINI                                          |
| Corporate Websites        | Bronze      | A symphony of entertainment                     | Plan.Net /Serviceplan München /Hamburg             | Konzertgesellschaft München e. V.                 |
| Mobile Kampagnen          | Silber      | MINI Turn Your Mobile                           | Interone Worldwide GmbH                            | BMW AG                                            |
| Virale Kampagnen          | Gold        | MINI SAFETY FEATURE CAMPAIGN "DEF MINI RECORDS" | .start GmbH, Interone Worldwide GmbH               | BMW AG                                            |
|                           | Silber      | The Piss Screen                                 | SAATCHI & SAATCHI Interactive                      | MainTaxi Frankfurt                                |
| Suchmaschinen-Kampagne    | Sonderpreis | First Mover im „Long Tail“: neckermann.de       | komdat.com Management GmbH & Co. KG                | neckermann.de                                     |

## Onlinestar Publikumspreis
Mit dem Onlinestar Publikumspreis wurden die beliebtesten Websites ausgezeichnet. Jeder User konnte seine Lieblingswebsites mit Hilfe der Toolbar bewerten.

### Ablauf
Die beliebtesten Websites wurden in einer Vor- und Hauptwahl ermittelt. In der Vorwahl konnte jeder Nutzer seine Lieblingswebsites bewerten. Die zehn Websites einer jeden Kategorie, die am häufigsten mit fünf Sternen bewertet wurden, kamen in die Hauptwahl. Aus den Top10 wurde in jeder Kategorie ein Sieger ermittelt.
Im Jahr 2007 wurde der Ablauf geändert: In der Hauptwahl traten jeweils nur die Kategoriesieger gegeneinander an. Am Ende wurde ein Gesamtsieger aller Kategorien ermittelt.
Neu im Jahr 2009: Mit der Onlinestar Toolbar bewerteten die User ihre Lieblingswebsites jetzt direkt in der Taskleiste ihres Browsers. Bis 6. September 2009 konnten sie so für ihre Favoriten voten. Ab 7. September 2009 lief dann das Voting unter den jeweils 10 Bestplatzierten in 16 Kategorien. Die Gewinner wurden am 29. Oktober 2009 bekannt gegeben.

### Kategorien
Die Kategorien wurden jährlich an die Entwicklungen in der Online-Branche angepasst. 2008 wurden die beliebtesten Websites in folgenden Kategorien ausgezeichnet:
- Auto, Motor und Verkehr
- Mobile Dienste
- Shopping-Portale
- Videoportale
- Computer und Technik
- Mode und Lifestyle
- Social-Communities
- Virtuelle Welten und Games
- Geld & Karriere
- Online-Portale
- Sport
- Weblogs
- Gesundheit und Wellness
- Reise und Navigation
- TV, Radio und Musik
- Wissen, News & Informationen

### Übersicht der Gewinner des Onlinestar Publikumspreises 2004–2009
| Name                       | Name                       | 2004          | 2005            | 2006             | 2007             | 2008             | 2009          |               |
| -------------------------- | -------------------------- | ------------- | --------------- | ---------------- | ---------------- | ---------------- | ------------- | ------------- |
| TV, Radio und Musik        | TV, Radio und Musik        | Film          | bullyfriends.de | pro7.de          | musicload.de     | swr3.de          | maffay.de     | TechnoBase.FM |
| TV, Radio und Musik        | TV, Radio und Musik        | Musik         | antenne.de      | musicload.de     | musicload.de     | swr3.de          | maffay.de     | TechnoBase.FM |
| Virtuelle Welten und Games | Virtuelle Welten und Games | giga.de       | giga.de         | lotto.de         | bigpoint.de      | pcgames.de       | pcgames.de    |               |
| Sport                      | Sport                      | sport.de      | sport1.de       | sport1.de        | sport1.de        | sportschau.de    | bundesliga.de |               |
| Wissen, News, Information  | Wissen, News, Information  | spiegel.de    | spiegel.de      | wikipedia.org    | spiegel.de       | wikipedia.de     | wikipedia.de  |               |
| Vips und Promis            | Vips und Promis            | bild.de       | pro7.de         | 2006 eingestellt | 2006 eingestellt | 2006 eingestellt |               |               |
| Geld und Karriere          | Geld und Karriere          | geizhals.de   | sparkasse.de    | sparkasse.de     | sparkasse.de     | sparkasse.de     | immonet.de    |               |
| Reise und Navigation       | Reise und Navigation       | lastminute.de | expedia.de      | expedia.de       | de.map24.com     | map24.de         | expedia.de    |               |
| Mode und Lifestyle         | Mode und Lifestyle         |               |                 | otto.de          | otto.de          | otto.de          | otto.de       |               |
| Computer und Technik       | Computer und Technik       | winload.de    | chip.de         | chip.de          | chip.de          | chip.de          | chip.de       |               |
| Liebe und Erotik           | Liebe und Erotik           | playboy.de    | playboy.de      | 2006 eingestellt | 2006 eingestellt | 2006 eingestellt |               |               |
| Shoppingportale            | Shoppingportale            | ebay.de       | amazon.de       | amazon.de        | amazon.de        | amazon.de        | amazon.de     |               |
| Auto, Motor und Verkehr    | Auto, Motor und Verkehr    | adac.de       | adac.de         | adac.de          | adac.de          | adac.de          | adac.de       |               |
| Onlineportale              | Onlineportale              | google.de     | google.de       | google.de        | google.de        | google.de        | google.de     |               |
| Weblogs                    | Weblogs                    |               |                 | youtube.com      | bildblog.de      | myblog.de        | twitter.com   |               |
| Videoportale               | Videoportale               | youtube.com   | youtube.com     | youtube.com      | myvideo.de       |                  |               |               |
| Social-Communities         | Social-Communities         |               |                 | studivz.net      | studivz.net      | wer-kennt-wen.de | HardBase.FM   |               |
| Gesundheit und Wellness    | Gesundheit und Wellness    |               |                 | gesundheit.de    | gesundheit.de    | gesundheit.de    | netdoktor.de  |               |
| Mobile Dienste             | Mobile Dienste             |               |                 |                  |                  | bahn.de          | bahn.de       |               |